# International Superstar Soccer (serie)
International Superstar Soccer (comunemente abbreviata in ISS, conosciuto in Giappone come Jikkyou World Soccer) è stata una serie di videogiochi sportivi basati sul calcio prodotta da Konami tra il 1995 e 2003. È da molti considerata la serie progenitrice di Pro Evolution Soccer.

## La serie
I primi tentativi da parte di Konami di produrre un videogioco sportivo a sfondo calcistico iniziarono nel 1992 con il videogioco Konami Hyper Soccer per la piattaforma NES, ma esso non ebbe alcuna influenza sulla futura serie di videogiochi International Superstar Soccer.
Nel 1994 invece Konami (tramite il team interno KCEO) riprovò a pubblicare un videogioco calcistico pubblicando il gioco Jikkyou World Soccer: Perfect Eleven, che sarebbe poi uscito anche in Europa e Stati Uniti d'America con il nome di International Superstar Soccer per SNES.
L'anno successivo la Konami ebbe opportunità di migliorare drasticamente la grafica del videogioco facendo diventare più realistici i fisici dei calciatori, i loro aspetti facciali (che invece prima erano identici se non per la pelle e i capelli), mostrando numeri di maglia realistici per ogni giocatore e inserendo la telecronaca PBP. In contemporanea a questa serie, la Konami sviluppò la serie Goal Storm/International Superstar Soccer Pro, nota in America e Giappone come Winning Eleven, nome che in questi paesi è ancora dato al videogioco PES.

## Videogiochi della serie
| Europa                                | Europa | Giappone                                    | Giappone | Piattaforma                                  |
| Nome                                  | Anno   | Nome                                        | Anno     | Piattaforma                                  |
| ------------------------------------- | ------ | ------------------------------------------- | -------- | -------------------------------------------- |
| International Superstar Soccer        | 1995   | Jikkyou World Soccer: Perfect Eleven        | 1994     | Super Nintendo                               |
| International Superstar Soccer Deluxe | 1995   | Jikkyou World Soccer 2: Fighting Eleven     | 1995     | Super Nintendo, Sega Mega Drive, PlayStation |
| International Superstar Soccer 64     | 1997   | Jikkyou J-League Perfect Striker            | 1996     | Nintendo 64                                  |
| International Superstar Soccer 64     | 1997   | Jikkyou World Soccer 3                      | 1997     | Nintendo 64                                  |
| International Superstar Soccer 98     | 1998   | Jikkyou World Soccer: World Cup France 1998 | 1998     | Nintendo 64                                  |
| International Superstar Soccer 2000   | 2000   | Jikkyou J-League 1999 Perfect Striker 2     | 1999     | Nintendo 64, Game Boy Color                  |
| International Superstar Soccer        | 2000   | Jikkyou World Soccer 2000                   | 2000     | PlayStation, PlayStation 2, Game Boy Advance |
| International Superstar Soccer        | 2000   | Jikkyou World Soccer 2000: Final Edition    | 2000     | PlayStation 2                                |
| International Superstar Soccer        | 2000   | Jikkyou J-League Perfect Striker 3          | 2001     | PlayStation 2                                |
| International Superstar Soccer 2      | 2002   | Jikkyou World Soccer 2001                   | 2001     | PlayStation 2, Nintendo GameCube, Xbox       |
| International Superstar Soccer 2      | 2002   | Jikkyou J-League Perfect Striker 4          | 2001     | PlayStation 2                                |
| International Superstar Soccer 3      | 2003   | Jikkyou World Soccer 2002                   | May 2002 | PlayStation 2, Nintendo GameCube, PC         |
| International Superstar Soccer 3      | 2003   | Jikkyou J-League Perfect Striker 5          | 2002     | PlayStation 2                                |

## International Superstar Soccer
Primo videogioco della serie, fu pubblicato dapprima in Giappone nel 1994 con il nome di Jikkyou World Soccer: Perfect Eleven e poi nel 1995 in Europa e America Settentrionale come International Superstar Soccer.
| Edizioni                             |                       |                        |             |
| Titolo                               | Data di pubblicazione | Regione                | Piattaforma |
| Jikkyou World Soccer: Perfect Eleven | 1994                  | Giappone               | SNES        |
| International Superstar Soccer       | 1995                  | Europa                 | SNES        |
| International Superstar Soccer       | 1995                  | America settentrionale | SNES        |

## International Superstar Soccer Deluxe
Fu pubblicato inizialmente per SNES nel settembre 1995 in Giappone, nel novembre 1995 in America del Nord e nel gennaio 1996 in Europa; fu poi pubblicato nel dicembre 1996 per Sega Mega Drive in Europa ed infine nel febbraio 1997 per Sony PlayStation.
| Edizioni                                |                       |                        |                                    |
| Titolo                                  | Data di pubblicazione | Regione                | Piattaforma                        |
| Jikkyou World Soccer 2: Fighting Eleven | 22 settembre 1995     | Giappone               | SNES                               |
| International Superstar Soccer Deluxe   | 25 gennaio 1996       | Europa                 | SNES, Sega Mega Drive, PlayStation |
| International Superstar Soccer Deluxe   | novembre 1995         | America settentrionale | SNES                               |

## International Superstar Soccer 64
Primo videogioco della serie pubblicato per Nintendo 64, uscì dapprima nel 1996 in Giappone e nel 1997 in Europa e Nord America.
| Edizioni                          |                       |                        |             |
| Titolo                            | Data di pubblicazione | Regione                | Piattaforma |
| Jikkyou J-League Perfect Striker  | 1996                  | Giappone               | Nintendo 64 |
| International Superstar Soccer 64 | 1º giugno 1997        | Europa                 | Nintendo 64 |
| International Superstar Soccer 64 | 31 luglio 1997        | America settentrionale | Nintendo 64 |
| Jikkyou World Soccer 3            | 18 settembre 1997     | Giappone               | Nintendo 64 |

## International Superstar Soccer 98
Fu pubblicato ancora una volta solamente per Nintendo 64 inizialmente in Giappone nel giugno 1998 e poi in Europa ed America settentrionale nel settembre del medesimo anno. La copertina del videogioco raffigurava il calciatore colombiano Carlos Valderrama.
| Edizioni                                    |                       |                        |             |
| Titolo                                      | Data di pubblicazione | Regione                | Piattaforma |
| Jikkyou World Soccer: World Cup France 1998 | 4 giugno 1998         | Giappone               | Nintendo 64 |
| International Superstar Soccer 98           | 1º settembre 1998     | Europa                 | Nintendo 64 |
| International Superstar Soccer 98           | 15 settembre 1998     | America settentrionale | Nintendo 64 |

## International Superstar Soccer 2000
Il videogioco fu pubblicato in Giappone nel 1999 e in Europa e America settentrionale nel 2000. Fu il primo ed unico videogioco della serie ad essere pubblicato su Nintendo Game Boy Color.
| Edizioni                                |                       |                        |                                          |
| Titolo                                  | Data di pubblicazione | Regione                | Piattaforma                              |
| Jikkyou J-League 1999 Perfect Striker 2 | 1999                  | Giappone               | Nintendo 64, Game Boy Color, PlayStation |
| International Superstar Soccer 2000     | 2000                  | Europa                 | Nintendo 64, Game Boy Color, PlayStation |
| International Superstar Soccer 2000     | 2000                  | America settentrionale | Nintendo 64, Game Boy Color, PlayStation |

## International Superstar Soccer
Sesto capitolo della serie, fu pubblicato in Giappone, Europa e America del Nord nel 2000 per PlayStation, PlayStation 2, Nintendo GameCube, Xbox e Microsoft Windows.
| Edizioni                                 |                       |                        |                                                         |
| Titolo                                   | Data di pubblicazione | Regione                | Piattaforma                                             |
| Jikkyou World Soccer 2000                | 2000                  | Giappone               | PlayStation, PlayStation 2, Nintendo GameCube, Xbox, PC |
| International Superstar Soccer           | 2000                  | Europa                 | PlayStation, PlayStation 2, Nintendo GameCube, Xbox, PC |
| International Superstar Soccer           | 2000                  | America settentrionale | PlayStation, PlayStation 2, Nintendo GameCube, Xbox, PC |
| Jikkyou World Soccer 2000: Final Edition | 2000                  | Giappone               | PlayStation 2                                           |
| Jikkyou J-League Perfect Striker 3       | 2001                  | Giappone               | PlayStation 2                                           |

## International Superstar Soccer 2
Settimo capitolo della serie, fu pubblicato nel 2001 in Giappone e nel 2002 in Europa e Nord America.
| Edizioni                           |                       |                        |                                            |
| Titolo                             | Data di pubblicazione | Regione                | Piattaforma                                |
| Jikkyou World Soccer 2001          | 2001                  | Giappone               | PlayStation 2, Nintendo GameCube, Xbox, PC |
| International Superstar Soccer 2   | 2002                  | Europa                 | PlayStation 2, Nintendo GameCube, Xbox, PC |
| International Superstar Soccer 2   | 2002                  | America settentrionale | PlayStation 2, Nintendo GameCube, Xbox, PC |
| Jikkyou J-League Perfect Striker 4 | 2001                  | Giappone               | PlayStation 2                              |

## International Superstar Soccer 3
Ultimo capitolo della serie, fu pubblicato nell'anno 2002 in Giappone e nel 2003 in Europa e America settentrionale per PlayStation 2, Nintendo GameCube, Xbox e PC.
| Edizioni                           |                       |                        |                                            |
| Titolo                             | Data di pubblicazione | Regione                | Piattaforma                                |
| Jikkyou World Soccer 2002          | 2002                  | Giappone               | PlayStation 2, Nintendo GameCube, Xbox, PC |
| International Superstar Soccer 3   | 2003                  | Europa                 | PlayStation 2, Nintendo GameCube, Xbox, PC |
| International Superstar Soccer 3   | 2003                  | America settentrionale | PlayStation 2, Nintendo GameCube, Xbox, PC |
| Jikkyou J-League Perfect Striker 5 | 2002                  | Giappone               | PlayStation 2                              |